# ファイナルファンタジー零式
『ファイナルファンタジー零式』（ファイナルファンタジー レイシキ、FINAL FANTASY 零式、FINAL FANTASY TYPE-0、略称: FF零式、零式など）は、スクウェア・エニックスより2011年10月27日に発売されたPlayStation Portable用アクションRPGで、『ファイナルファンタジーXIII』を中心とする作品群「ファブラ・ノヴァ・クリスタリス」の一つ。

## 商品展開
2011年10月27日にPlayStation Portable用ソフトとして発売の際、e-STORE専売で各種特典付き『ファイナルファンタジー零式 コレクターズ パック』が同日発売された。
2015年3月19日にPlayStation 4・Xbox One向けに『ファイナルファンタジー 零式 HD』（FINAL FANTASY 零式 HD） 、各種特典付き『FINAL FANTASY 零式 HD アルティメットボックス』、およびPS4コラボ本体同梱版『PlayStation®4 FINAL FANTASY 零式 HD 朱雀エディション』が発売された。
同年8月19日にはSteam上でPC版の配信がされた。

## 概要
2006年5月に、『ファイナルファンタジー アギトXIII』（ファイナルファンタジー アギト サーティーン、FINAL FANTASY Agito XIII）というタイトルで携帯電話用アプリとして発表。その後、2008年8月にプラットフォームがPSPに変更。2011年1月に、タイトルが『ファイナルファンタジー零式』に変更となった。『零式』というタイトルは、新しいシリーズの出発点という意味と東洋風の世界観に合わせるという狙いをもとに、本作のクリエイティブプロデューサー兼キャラクターデザイナーの野村哲也が名付けた。筆文字の『零式』ロゴのデザインは、アートディレクターの直良有祐が書いた。
タイトルが変更になったのは『ファイナルファンタジーXIII』の関連作品ではなく、「マルチプレイが特徴の、新しいシリーズ」のスタートであることを強調するためだが、同じ神話を共有するファブラ・ノヴァ・クリスタリス作品であることに変更はないとしている。なお、スマートフォン（iOS・Android）向けとして、本作と世界観を共有するRPG『ファイナルファンタジー アギト』が2014年5月より配信されていた（2015年11月30日配信終了）。
テーマソングには日本のロックバンドBUMP OF CHICKENが本作の為に書き下ろした『ゼロ』が起用された。なお、ディレクターを務めた田畑端は「この曲無くして本作は完成しない」とコメントした。
2011年8月11日 - 11月21日に無料体験版として『FINAL FANTASY 零式 試作型番-ナツビ-』が配信された。この体験版では、主人公達の夏服を入手する事ができ、体験版のセーブデータを製品版に引き継ぐことで、製品版で夏服を着用する事が可能である。なお、スクウェア・エニックスメンバーズにて夏服を入手できる手段もある。その後、同年11月22日より、製品版の一部をそのままプレイ可能な無料体験版『FINAL FANTASY 零式 体験版【ゼロシキ】』が配信されている。アクセサリ「グロウエッグ」と、主人公14人分の夏服を所持した状態でスタートすることができる。また、『ゼロシキ』のセーブデータは夏服・アイテム・キャラクターのレベルなどは全て製品版に引き継ぎ可能となっている。

## 評価
2011年10月30日付のメディアクリエイト週間ソフトセルスルーランキング、ファミ通週間ゲームソフト販売ランキングで首位を獲得。初動売上は47.2万本を記録した。また、2011年10月度のファミ通月間ゲームソフト販売ランキングで首位を獲得した。
週刊ファミ通の2011年10月20日号では、「外伝とは思えない高密度な『ファイナルファンタジー』作品。」、「キルサイトなどのシステムによって戦闘がとても気持ちいい。」、「アクション性の高い作品になっており、既存の『ファイナルファンタジー』作品とは大きく異なっており、なおかつ圧倒的なボリュームになっている。」と評された。

## システム
ブレイクサイト
ロックオン中に敵の隙が生じると、黄色いサイトが出現する。ブレイクサイトが表示されている瞬間に攻撃すると敵に大きなダメージを与えることができる。
キルサイト
ロックオン中の敵に隙が生じると、赤いサイトが出現する。キルサイトが表示されている瞬間に攻撃すると敵を一撃で倒すことができる。
周回制
ストーリーをクリアすると、所持金やアイテム、キャラクターレベルなどを引き継いだ状態で本編の2周目、3周目を最初からスタートできる。
飛空艇
第二章からギルを払うと領土内の街へ移動できる。軍事演習を進めていくと西ネシェル地区に行けるようになり、ダンジョンをクリアすれば入手可能。飛空艇の名前はセッツァー。

## ファイナルファンタジー 零式 HD
『ファイナルファンタジー 零式 HD』（ファイナルファンタジー レイシキ エイチディー、Final Fantasy Type-0 HD）は、PSP版をHDリマスター化し、音質の向上や、ゲームバランスも調整した作品。ストーリーの変更や追加は特にない。
2015年3月19日にPS4・Xbox One向けに発売され、初回特典には『ファイナルファンタジーXV』の体験版ダウンロードコードが付属。同年8月19日にはSteam上でPC版の配信がされた。
主な変更点は以下の通り
- 戦闘の難易度の選択が可能に
- 制圧戦がスキップ可能に
- キャラの移動速度、回避速度、召喚獣の移動速度が上昇
- キャラの行動に応じた報酬が用意
- 新衣装の追加
- PSP版にあったマルチプレイは非対応
- PS4版はトロフィー機能、Xbox One版は実績機能、Win版はSteam実績機能を搭載
- シークレットムービーが追加

などがある。

## ストーリー
久遠の昔 世界に4つのクリスタルが現れた。
人々はクリスタルへと集い、4つの国を築く。
朱雀 白虎 玄武 蒼龍
世界の名はオリエンス 螺旋の外側を巡る アギト待つ世界
魔導院ペリシティリウム朱雀に集う生徒達は13のクラスにわけられ、厳しい規律と訓練のもと、日常と現実を共に過ごし、絆で結ばれし仲間は鋼と血の戦いの中、クリスタルに誓いを立てる。彼らはこの世に平穏をもたらす"アギト"という存在になるべく、鍛錬をつむ。
鴎暦842年・水の月、ペリシティリウム白虎を擁するミリテス皇国は、隣国である朱雀領ルブルムへの電撃侵攻を開始。宣戦布告と同時に、国境付近へ集結させていた主力艦隊をルブルム各地へと進め、ペリシティリウム朱雀への奇襲を敢行。その舞台には、クリスタルより使命を与えられし存在、ルシが含まれていた。
ルシを用いた国土侵略行為―これはオリエンス4大国が定める平和協定パクス＝コーデックスに反する重大な規約違反であった。
この侵略を受け、朱雀領ルブルム最高責任者、第174代魔導院院長カリヤ＝シバル6世は、アギト候補生を用いた首都解放作戦を実施。
魔導アーマーを主戦力とする皇国軍に対し、ペリシティリウム朱雀は魔法と召喚獣を以てこれに応戦。召喚獣の圧倒的な力は戦艦をも凌駕し、皇国軍の奇襲は水際で止まるかに見えた。
しかし、朱雀軍の魔法攻撃をかいくぐった皇国艦隊は、対朱雀軍侵略型兵器クリスタルジャマ―を発動。朱雀クリスタルの完全制圧に成功する。
主力である魔法を奪われた朱雀軍に対し、皇国軍は各朱雀領にて蹂躙を開始、皇国元首シド＝オールスタインは朱雀クリスタルの引き渡しを要求。軍事勢力は、魔道院の喉元まで差し迫っていた。
為す術もなく倒れ行く戦士たちの前に現れたのは、朱きマントの候補生―
―9と9が9を迎えし時 識なる底脈動せし
始まりの鐘が鳴り響くとき 雷のごとき声音が響かん
我ら来たれり。
これは、クリスタルをめぐる熾烈な戦争に投入された若き戦士たちの物語。

## 登場人物
主人公は12人。パーティメンバーは主人公12人+マキナとレムの、合計14人。マキナとレムは、この物語のもう一方の主人公で別枠だが使うこともできる。
登場人物は30人から40人とのこと。また、過去のFFシリーズの作品群に出演経験のある声優も多く起用されている。

### 朱雀領ルブルム

#### 0組（クラスゼロ）
マキナとレムを除き、メンバーの名前はトランプの数字が由来であり、それぞれエース、デュース、シンク、サイス、エイト、ジャック達は7歳の時に、トレイ、ケイト、ナイン、クイーン達は8歳の時に、セブン、キングは9歳の時に魔法局管理下の「外局」と呼ばれる施設に引き取られ、候補生配属に向けて育成された。候補生としての登録はアレシアの子供とされている。
エース（Ace）
声 - 梶裕貴
男性。使用武器はカード。825年土の月（7月）10日生まれ。16歳。身長168センチメートル。
一の座「受け取る力」を司る。
成績優秀で思慮深い。一見クールそうに見えるが、根はやさしい少年。幼少期にチョコボのヒナを助けたことが縁で特別な感情を持つようになった。アレシアに教えて貰った歌をよく口ずさんでいるが、これは本作のテーマ曲でもある『ゼロ』の歌詞である。
デュース（Deuce）
声 - 花澤香菜
女性。使用武器は笛。826年水の月（2月）8日生まれ。16歳。身長158センチメートル。
二の座「優しき力」を司る。
温厚でまじめで頑張り屋。心優しく、丁寧な言葉遣いだが、その口調に似合わず頑固な一面もある。モーグリに対しても年下の従卒に対しても、丁寧な態度をくずさない。防御魔法を得意とする。
トレイ（Trey）
声 - 中村悠一
男性。使用武器は弓。825年岩の月（3月）1日生まれ。17歳。身長184センチメートル。
三の座「知の力」を司る。
冷静沈着に振る舞い、あまり隙を見せない。持ちうる知識を親しい者にも丁寧な口調で話しているが、理屈っぽいうえに脱線している内容延々と話そうとするところがあり、大抵止められる。
ケイト（Cater）
声 - 茅原実里
女性。使用武器は魔装銃。825年氷の月（6月）9日生まれ。16歳。身長161センチメートル。
四の座「勇敢なる力」を司る。
自信家で直情的。華奢な体格ながら闘争心旺盛で、能動的に戦陣に切りこむ。負けず嫌いでどんな状況でもめげずに元気いっぱい突き進む。
背中のリュックには魔法銃で使用する魔晶石が入っている。
シンク（Cinque）
声 - 豊崎愛生
女性。使用武器はメイス。826年火の月（1月）12日生まれ。16歳。身長163センチメートル。
五の座「純真なる力」を司る。
腕力が強い。人と違うところで浮き沈みするので何をしでかすか分からない。栗色の髪を三つ編みにして、耳元にたらした毛はカールさせている。
サイス（Sice）
声 - 沢城みゆき
女性。使用武器は大鎌。825年嵐の月（11月）13日生まれ。16歳。身長166センチメートル。
六の座「執着する力」を司る。
己の実力に自信を持ち、他者に足を引っ張られることを嫌がり0組の仲間に対して一定の距離を置こうとする。言葉遣いが悪く、思ったことをはっきりいうきつい部分があるが、自身にとっての善悪をしっかり持っている。
銀髪を高い位置で束ね、マントの裾が裂けている。
セブン（Seven）
声 - 青木まゆこ
女性。使用武器は鞭剣。824年熱の月（9月）23日生まれ。17歳。身長170センチメートル。
七の座「認識する力」を司る。
物静かで落ち着いた女子候補生。面倒見がよく同性の下級生に人気がある。頼まれごとをなかなか断れない謙虚な面を持つ。少ない情報から物事を的確に判断し、人の心の機微を読み解く。
銀髪のウルフヘア。ブーツを履き、スカートの下には3分丈の黒いスパッツを着用。冷気魔法が得意。
エイト（Eight）
声 - 入野自由
男性。使用武器は格闘。825年嵐の月（8月）30日生まれ。16歳。身長165センチメートル。
八の座「冷静なる力」を司る。
状況を素早く判断する冷静さを持ち、自身の感情を抑えるが、実は負けず嫌いな一面がある。いつも身体を動かすことを忘れず、鍛練に励んでおり運動神経に優れている。
ナイン（Nine）
声 - 小野大輔
男性。使用武器は槍。825年水の月（2月）13日生まれ。17歳。身長185センチメートル。
九の座「行動する力」を司る。
直情的で一本気。常に白黒はっきりつけないと気が済まない。怒りを行動の原動力とするがゆえ言葉遣いが荒いが本人に悪気はない。ジャケットは留め具をすべて開けて、黒いインナーシャツを見せている。
ジャック（Jack）
声 - 鈴村健一
男性。使用武器は刀。825年嵐の月（8月）17日生まれ。16歳。身長182センチメートル。
十の座「無知なる力」を司る。
いつも笑顔でポジティブ思考の、0組イチのお調子者。軽口をたたくため、励ましの言葉が軽く見えてしまうことも。緊張感に欠け軽薄に見られがちだが、自分を道化として場を和ませようとしているフシがある。逆に絶望的な状況に立たされても前向きでいたり、本質的にはストイック。
クイーン（Queen）
声 - 小清水亜美
女性。使用武器はソード。825年火の月（1月）24日生まれ。17歳。身長165センチメートル。
十一の座「賢き力」を司る。
清廉潔白で聡明。自身が持つ剣のようにまっすぐな性格で、不正を許さない委員長タイプ。雷魔法が得意。
ストレートの黒髪でメガネをかけている。
キング（King）
声 - 杉田智和
男性。使用武器は二丁拳銃。824年空の月（12月）7日生まれ。17歳。身長187センチメートル。
十二の座「決断する力」を司る。
日々鍛練をストイックに積む。思考の切り替えが早く、無駄が嫌いで口数が少ないクールな青年。
マキナ・クナギリ（Machina Kunagiri）
声 - 神谷浩史
男性。使用武器はレイピア。17歳。身長175センチメートル。
失われた座の一つ「恐れ」を司る。
0組に新しく配属された候補生でレムと幼馴染。心優しい青年で、朱雀でも上位の実力者として知られる優等生。0組に配属される前は2組に所属していた。
レムと暮らしていた村は朱雀、ミリテス皇国の国境沿いにあったが、モルボル変異種の疫病が発生し、モルボル菌による伝染病に冒され、広がりを阻止するために皇国に大勢の村人が殺害され村は焼き払われて消失している。
レム・トキミヤ（Rem Tokimiya）
声 - 白石涼子
女性。使用武器はダガー。17歳。身長160センチメートル。
失われた座の一つ「愛」を司る。
0組に新しく配属された候補生でマキナと幼馴染。品行方正で、やさしくまじめな少女。0組に配属される前は7組に所属していた。
魔導院の人間には隠しているが、幼少期から脳の病気に侵されておりアレシアから定期的に診断を受けている。
ティス（Tiz）
声 - 寺門仁美
身長160センチメートル。
失われた座の一つ「老い」を司る。本名はトオノ・マホロハ（Tohno Mahoroha）。
ジョーカー（Joker）
声 - 内山昂輝
身長182センチメートル。
失われた座の一つ「苦しみ」を司る。本名はリーン・ハンペルマン（Lean Hampelmann）。

#### 0組（クラスゼロ）の関係者
クラサメ・スサヤ（Kurasame Susaya）
声 - 櫻井孝宏
26歳、身長177センチメートル。
0組の指揮隊長。朱雀四天王の元メンバーで「氷剣の死神」と呼ばれていた。従者として朱雀トンベリを連れている。
現役を引退した今でもその力はすさまじく、時には戦闘中に0組を援護することも。
イザナ・クナギリ（Izana Kunagiri）
声 - 藤原啓治
21歳、身長175センチメートル。
マキナの兄。物語冒頭、魔堂院解放作戦時に0組のメンバーにCOMMを渡す任務中に殉職してしまう。
カリヤ・シバル6世（Khalia Chival VI）
声 - 家弓家正
62歳、身長185センチメートル。
魔導院ペリシティリウム朱雀の174代院長であり、朱雀の最高責任者。
モーグリ（Moogle）
声 - 諸星すみれ
「Military Operation Organization Guidance Logistics Expert」のバクロニム。シンクからは「もぐりん」と呼ばれている。
0組から12組までのクラスに各モーグリが所属している。
ナギ・ミナツチ（Naghi Minatsuchi）
声 - 森久保祥太郎
19歳、身長178センチメートル。
軽い口調で神出鬼没。0組と他部署の伝令役。
リィド・ウルク（Ryid Uruk）
声 - 小林正寛
25歳、身長220センチメートル。玄武出身。愛用武器はパイルバンガー。
力は人を守るためにあるという思想をもっている。
カルラ・アヤツギ（Carla Ayatsugi）
声 - 平野綾
17歳、身長166センチメートル。自称「炎の商売人」。
候補生としては成績優秀な優等生であるが、金銭にがめつく裏で商売などを行っている。
ムツキ・チハラノ（Mutsuki Chiharano）
声 - 松本まりか
15歳、身長146センチメートル。
他人は害をもたらすものと思い込んでおり、常に本物の爆弾を持ち歩いている。本人に自覚はないが発明の天才である。
クオン・ヨバツ（Quon Yobatz）
声 - 置鮎龍太郎
18歳、身長188センチメートル。
魔法知識を豊富に持っており、新種の魔法や究極の魔法を追い求めている。他人には冷たい態度をとるが、魔法や自分に関することでは話が長い。
アリア・ルリカラ（Aria Luricara）
声 - 野中藍
15歳、身長145センチメートル。0組の従卒。
普段はおとなしく小さな声で話していたが、休戦時に0組から大きな声で話すように頼んだところ、独特の口調でペラペラと話し続けた。普段おとなしくしていたのは0組の従卒として所属する際に母親から喋るのを止められていたためである。
皇国脱出の際に銃弾を受け倒れたが、カトルに助けられ自らを下僕として仕えた。
カヅサ・フタヒト（Kazusa Futahito）
声 - 石田彰
26歳、身長182センチメートル。
武装第六研究所の研究主任の一人であり、クラサメ、エミナとは同期であり交友関係もある。
エミナ・ハナハル（Emina Hanaharu）
声 - 田中理恵
25歳、身長168センチメートル。
候補生専属の指揮隊長であるが、受け持っている組はない。文武両道で才色兼備であり人気が高い。
アレシア・アルラシア（Arecia Al-Rashia）
声 - 田中敦子
身長165センチメートル。八席議会の一員であり魔法局の局長。マキナとレムを除く0組のメンバーからは「マザー」と呼ばれ慕われている。
院生局局長（Cadetmaster）
声 - 池田昌子
48歳、身長160センチメートル。八席議会の一員であり院生局の局長。議会では候補生の視点で意見を発言している。本名はミオツク・オオフマキ（Miotsk Aufmachyt）。
名門貴族出身の権力者であり、訓練生時代は特別待遇により実戦経験はない。
軍令部長（Commandant）
声 - 内海賢二
53歳、身長168センチメートル。八席議会の一員であり朱雀軍の統括者。本名はスズヒサ・ヒガト（Suzuhisa Higato）。
学術局局長（Provost）
声 - 千葉繁
66歳、身長175センチメートル。八席議会の一員であり学術局の局長。議会では慎重に物事を運んでいる。本名はザイドウ・テキセ（Zaidou Tekise）。
候補生時代は座学で好成績を修めている。その後、様々な研究理論を発表していった結果、前学術局局長から推薦を受けてが学術局局長に就任した。
兵站局局長（Commissar）
声 - 野沢雅子
50歳、身長160センチメートル。八席議会の一員であり兵站局の局長。発言には無駄がなく常に核心をついている。本名はタヅル・キスガ（Tazuru Kisga）。
シュユ・ヴォーグフォウ・ビョウト（Zhuyu Voghfau Byot）
声 - 東地宏樹
身長185センチメートル。朱雀クリスタルの甲型ルシ。自分が誰か忘れないために候補生の服を着装している。
セツナ（Caetuna）
声 - 井上麻里奈
身長174センチメートル。朱雀クリスタルの乙型ルシ（ゲームでは甲型と表記されているがそれ以外は乙型になっている）。オリエンスのルシの中で最古参である。
古い言葉遣いをするため、セツナとの会話は成立しないことが多い。
魔導院では裏のルシと言われている。また、ルシの能力として全ての秘匿大軍神を召喚することができるので「伝説の召喚士（サモナー）」とも称されている。

### ミリテス皇国
シド・オールスタイン（Cid Aulstyne）
声 - 森山周一郎
47歳、身長180センチメートル。
ミリテス皇国の元帥。各国に存在するクリスタルを全て手中に収めようと目論み、クリスタルを封印する技術を開発した。
カトル・バシュタール（Qator Bashtar）
声 - 石川英郎
28歳、身長190センチメートル。
ミリテス皇国軍准将。准将であるが前線に立っている。魔道アーマーの操縦に長けている。｢完全帰還者」というあだ名がある。4歳離れた妹がいたが、自身が誘発した何らかの事件により死亡してしまった。0組の従卒のアリアが妹に似ていたため、下僕として生かしていた。
クンミ・トゥルーエ（Qun'mi Tru'e）
声 - 豊口めぐみ
24歳、身長160センチメートル。白虎クリスタルの乙型ルシで、能力は「機械に限界以上の力を与える」力。自尊心が強い。
魔導院攻略作戦失敗後、玄武へのアルテマ弾投下作戦に参加し投下したが、自身も巻き込まれ大地と融合してしまった。
ニンブス（Nimbus）
声 - 諏訪部順一
身長192センチメートル。白虎クリスタルの甲型ルシ。白虎クリスタルがシドに抑えられているためシドの命令通りに動いていた。
空中に魔法陣を展開し、光の矢を放つ攻撃を得意としている。

### ロリカ同盟
ギルガメッシュ・アッシュル（Gilgamesh Ashur）
声 - 中井和哉
身長220センチメートル。玄武クリスタルの甲型ルシ。
戦場では常に武器を追い求めている。

### コンコルディア王国
アンドリア。アンドリア・カヤ・トランカ・ファム・フォーチュリオ（Andoria Kaya Tranka Fam Forturio）
声 - 林原めぐみ
48歳、身長135センチメートル。コンコルディア王国の女王。
蒼龍クリスタルの乙型ルシで、その特殊能力は「竜と話せる力」だと言われているが、実際には限りなく正しい未来予知。唯一、蒼龍クリスタルの化身であるソウリュウと心を通わせることが可能。
蒼龍王（King of Concordia）
声 - 福山潤
42歳。身長132センチメートル。コンコルディア王国初の男性の王。
ホシヒメ、クラエス・ホシヒメ・ミスカ・サンセスト（Claes Celestia Misca Sancest）
声 - 水樹奈々
32歳、身長135センチメートル。コンコルディア五星近衛兵団「暁」の守護を担っている。
コンコルディアの名門家系の長女であり、幼少期は厳しく育てられた。しかし、景色を見ているうちに道に迷うなどおおらかな面も見せることがある。
ユウヅキ、クレメンテ・ユウヅキ・ネス・ピースメーク（Clemente Yuzuki Nes Peacemaker）
声 - 小林ゆう
23歳、身長130センチメートル。コンコルディア五星近衛兵団「夕月」の守護を担っている。
成績優秀である事が評価され、守護に昇格した。ホシヒメとは遠縁の仲であり彼女に対してライバル心を抱いている。

### その他
ディーヴァ（Diva）
声 - 坂本真綾
歌姫。オリエンスの歴史を螺旋の外から見守る女神。

## 用語

### 世界
オリエンス
本作の舞台である東方国家群。クリスタルを持つ4か国の総称。
朱雀領ルブルム
首都は魔導院ペリシティリウム朱雀。魔導院でアギト候補生(候補生)の育成を行う。院長のカリヤ・シバル6世を元首とした八席議会によって統治されている。オリエンスの中でも気候が安定した豊かな国であり魔法を元にした道具、チョコボなどの生物との共存が行われている。
ミリテス皇国
首都はイングラム。専制君主国家であり、クリスタルの力を魔導アーマー、銃器などの兵器制作の供給源として使用している。オリエンス4か国では一番の兵力を持っている。一年を通して積雪が多い。
ロリカ同盟
首都はロリカ。玄武クリスタルの力を国民は体内に取り込み肉体強化を行う。また、クリスタルの力で武具を製作することも可能である。砂漠に位置する巨大な穴の側面に市街地を形成している。
ルブルム首都解放作戦後、ミリテス皇国により放たれた大陸破壊兵器アルテマ弾により消失。その跡地にはいまだに玄武の宝が眠っているとされる。
コンコルディア王国
首都はマハマユリ。国王を始め重要なポストに女性が多く就いている、女性中心の国家である。蒼龍クリスタルの力で竜、モンスターと心を通わせることが可能であり、その力で国民生活や軍事力を高めている。国民は小柄で、武器には長い槍を用いる。景観が美しく豊かな国であるが、国土地下は青龍人と呼ばれる人間の成れの果て的存在が生息する危険な場所である。
クリスタル
所有する国に特異な力を与え、またルシに使命を与える存在。オリエンスの人々から死者の記憶を回収する。零式設定資料集｢朱の秘史｣においては登場人物の一人アレシア・アルラシアの創成物ではないかと予想されている。
ルシ
クリスタルに選出された人の力を超えた能力を持つ存在。甲型ルシ、乙型ルシの2種類が存在し、甲型ルシは異常なる戦闘力を持ち、攻撃に優れたルシ。乙型ルシは強力な魔力と特殊能力を持ち、後方支援に適したルシである。
ペリシティリウム
クリスタルを管理する組織。
アギト
オリエンス伝承に登場する言葉であり、民衆からは「救世主」であると認識されている。
フィニス
オリエンス伝承に登場する言葉であり、民衆からは「厄災」であると認識されている。
五星近衛兵団
ペリシティリウム蒼龍を守る5つの兵団。兵団の長のことを守護と呼んでいる。
八席議会
朱雀領ルブルムの最高決定機関であり「軍令部」、「魔法局」、「内務局」、「渉外局」、「編纂局」、「兵站局」、「学術局」、「院生局」の8席で構成されている。なお、議会ではルシや諜報部、院長が参加することもある。
元は魔導院の運営を目的とした組織であった。
ファブラ協定
鴎歴448年にペリシティリウム間で定められた協定。それぞれのクリスタルには不可侵であることを示している。
クリスタルジャマー
クリスタルの力を無力化する機械。
魔導アーマー
ミリテス皇国が開発した兵器。
ミッションコード-クリムゾン
朱雀の闇の任務。諜報部が窓口。公にすることができない任務のことを指し示している。

## 主なスタッフ
- ディレクター - 田畑端
- キャラクターデザイナー・クリエイティブプロデューサー - 野村哲也
- イメージイラスト - 天野喜孝
- アートディレクター - 直良有祐
- リードシナリオライター - 千葉広樹
- シナリオライター - 岡部沙羅・栃堀木（とちぼり木）
- プロデューサー[注 4] - 北瀬佳範
- 音楽 - 石元丈晴
- オーケストラ・合唱編曲 - 佐藤賢太郎
- 演奏 - シドニー交響楽団
- 編曲 - 御子柴利恵子

## テーマソング
エンディングテーマ 「ゼロ」
歌：BUMP OF CHICKEN、作詞・作曲：藤原基央、編曲：BUMP OF CHICKEN
オープニングではアコースティックギターアレンジVer.が使用されているほか、エンディングで流れるものはゲーム用のアレンジが入っている。
UTAKATA 〜泡沫〜
歌：伊藤クリス、作詞：伊藤クリス、作曲：石元丈晴
HD版で追加されたシークレットムービーで使用されている。

## 関連商品

### サウンドトラック
2011年10月26日に発売。型番 SQEX-10281-83。初回限定盤、通常盤の2種リリースであり、前者にはブックレット、ゲームトレーラーを収録したボーナスDVDが同梱、豪華特殊パッケージ仕様になっている。CDは3枚組の構成になっている。
2011年11月7日付のオリコン週間アルバムチャートでは25位を獲得。デイリーチャートでは10月28日付で5位を獲得した。また、2011年11月7日付のBillboard JAPAN Top Albumsでは17位を獲得した。

#### Disc1
| 全作曲、全編曲: 石元丈晴。 |                          |      |            |
| #                          | タイトル                 | 作詞 | 作曲・編曲 |
| 1.                         | 「開闢の刻」             |      |            |
| 2.                         | 「我ら来たれり」         |      |            |
| 3.                         | 「導かれる結論」         |      |            |
| 4.                         | 「運命の三時間」         |      |            |
| 5.                         | 「炎の翼」               |      |            |
| 6.                         | 「深淵の恐怖」           |      |            |
| 7.                         | 「浄火」                 |      |            |
| 8.                         | 「鋼の腕」               |      |            |
| 9.                         | 「戦 - 一騎当千」        |      |            |
| 10.                        | 「クリスタルの使徒」     |      |            |
| 11.                        | 「死に方の選び方」       |      |            |
| 12.                        | 「アレシア・アルラシア」 |      |            |
| 13.                        | 「クリスタルの加護」     |      |            |
| 14.                        | 「静謐な時間」           |      |            |
| 15.                        | 「もぐりん」             |      |            |
| 16.                        | 「消えた記憶」           |      |            |
| 17.                        | 「とある日の日常」       |      |            |
| 18.                        | 「マキナ・クナギリ」     |      |            |
| 19.                        | 「戦 - 目に見えぬ平和」  |      |            |

#### Disc2
| 全作曲、全編曲: 石元丈晴。 |                         |      |            |
| #                          | タイトル                | 作詞 | 作曲・編曲 |
| 1.                         | 「示される力」          |      |            |
| 2.                         | 「穢れなき瞳」          |      |            |
| 3.                         | 「レム・トキミヤ」      |      |            |
| 4.                         | 「寂しき心」            |      |            |
| 5.                         | 「蠢くもの」            |      |            |
| 6.                         | 「朱雀の旗が立つとき」  |      |            |
| 7.                         | 「滲る心」              |      |            |
| 8.                         | 「踏みしめる大地」      |      |            |
| 9.                         | 「チョコボ！」          |      |            |
| 10.                        | 「戦い - 奪還作戦」     |      |            |
| 11.                        | 「戦 - 立ち塞がるもの」 |      |            |
| 12.                        | 「白き雷」              |      |            |
| 13.                        | 「戦 - 白の兵器」       |      |            |
| 14.                        | 「優しき涙」            |      |            |
| 15.                        | 「戦 - 暗き生」         |      |            |
| 16.                        | 「戦 - 潜むもの」       |      |            |
| 17.                        | 「戦 - 突破」           |      |            |
| 18.                        | 「戦 - 弩級響き」       |      |            |
| 19.                        | 「消えゆく心」          |      |            |

| 全作曲、全編曲: 石元丈晴。 |                                       |      |            |
| #                          | タイトル                              | 作詞 | 作曲・編曲 |
| 1.                         | 「蒼き魂」                            |      |            |
| 2.                         | 「揺蕩う想い」                        |      |            |
| 3.                         | 「戦 - 追撃」                         |      |            |
| 4.                         | 「人の弱さと強さ」                    |      |            |
| 5.                         | 「自らの歴史と運命」                  |      |            |
| 6.                         | 「空翔る」                            |      |            |
| 7.                         | 「戦 - 静かな激闘」                   |      |            |
| 8.                         | 「戦 - ナラクの底」                   |      |            |
| 9.                         | 「マキナ・クナギリ(arrange version)」 |      |            |
| 10.                        | 「レム・トキミヤ(arrange version)」   |      |            |
| 11.                        | 「戦 - 静かな激闘(long version)」     |      |            |
| 12.                        | 「フィニスの刻」                      |      |            |
| 13.                        | 「マキナとレム」                      |      |            |
| 14.                        | 「裁きの刻」                          |      |            |
| 15.                        | 「朱雀の炎」                          |      |            |
| 16.                        | 「零式」                              |      |            |

### 攻略本
すべて出版：スクウェア・エニックス
- スクウェア・エニックス 編『ファイナルファンタジー零式 ワールドプレビュー』〈SE-MOOK〉2011年10月13日。ISBN 978-4-7575-3353-0。

2011年10月13日発売。出演声優のサイン、キャラクター紹介、出演声優インタビュー、スタッフインタビューが収録。
- FINAL FANTASY 零式 PSP版 救世主指南ノ書

2011年10月27日発売。任務解説、メインキャラクターの能力解説、ディレクターの田畑端インタビューが収録。特典として『FF-TCG』のPRカード「マキナ」が同梱されている。
2011年11月7日付のオリコン週間BOOK総合チャートで8位を獲得。推定売上部数は17050部を記録した。
- ファイナルファンタジー零式 ポストカードブック

2011年10月27日発売。キャラクターイメージCGイラスト、キャラクター紹介が収録。
- スタジオベントスタッフ 編『ファイナルファンタジー零式 アルティマニア』〈SE-MOOK〉2011年11月30日。ISBN 978-4-7575-3432-2。

2011年11月30日発売。キャラクター紹介、シナリオ攻略、マップ攻略、スタッフインタビューなどが収録。
2011年12月12日付のオリコン週間BOOK総合チャートで2位を獲得。推定売上部数は38765部を記録した。
- 朱ノ秘史 ファイナルファンタジー零式 公式設定資料集

2012年2月23日発売。主要キャラクターのCGイラスト、登場人物、軍神、飛空艇や背景などの未公開設定画などが収録。

### 小説
GAME NOVELS ファイナルファンタジー零式 Change the World -The Answer-
2012年4月21日発売。
GAME NOVELS ファイナルファンタジー零式 2巻 Change the World 〜最後から二番目の真実〜
2012年6月28日発売。

### 漫画
作画：塩沢天人志、シナリオ：千葉広樹により月刊少年ガンガン2011年12月号より連載されていた。
ファイナルファンタジー零式
2012年4月21日発売。
ファイナルファンタジー零式外伝 氷剣の死神 1巻
2012年9月22日発売。
ファイナルファンタジー零式外伝 氷剣の死神 2巻
2013年1月22日発売。
ファイナルファンタジー零式外伝 氷剣の死神 3巻
2013年6月22日発売。
ファイナルファンタジー零式外伝 氷剣の死神 4巻
2013年11月22日発売。